# Kesugihan (Purwodadi)
Kesugihan is een bestuurslaag in het regentschap Purworejo van de provincie Midden-Java, Indonesië. Kesugihan telt 521 inwoners (volkstelling 2010).